# Geogarypus hungaricus
Geogarypus hungaricus är en spindeldjursart som först beskrevs av Tömösváry 1882.  Geogarypus hungaricus ingår i släktet Geogarypus och familjen Geogarypidae. Inga underarter finns listade i Catalogue of Life.